# Siêu cúp Anh 2022
FA Community Shield 2022 (hay Siêu Cúp Anh 2022 theo truyền thông tiếng Việt) là trận tranh danh hiệu FA Community Shield thứ 100, một trận đấu bóng đá thường niên diễn ra giữa đội vô địch Ngoại hạng Anh mùa trước và đội vô địch Cúp FA mùa trước.
Lần đầu tiên sau 10 năm, trận đấu không tổ chức tại sân vận động Wembley do sân được chuẩn bị cho trận Chung kết UEFA Euro nữ 2022. Thay vào đó trận đấu được tổ chức tại sân vận động King Power của Leicester City.
Leicester City với tư cách là là nhà đương kim vô địch, nhưng không đủ điều kiện cho giải đấu này, vì họ không giành được Premier League hoặc FA Cup. Trận đấu sẽ được truyền hình trực tiếp tại Vương quốc Anh trên kênh ITV.
Liverpool đã giành chức vô địch sau khi đánh bại Manchester City 3–1, đây là chức vô địch FA Community Shield lần thứ 16 và là lần đầu tiên sau 16 năm kể từ trận đấu năm 2006, Liverpool mới đạt được danh hiệu này.

## Mùa giải trước

### Liverpool
- Liverpool đã giành danh hiệu cúp FA khi đánh bại Chelsea trong loạt luân lưu với tỷ số 6–5 khi 2 đội hòa 0–0 trong 120 phút[6].
- Ngoài ra, Liverpool còn đạt được danh hiệu Carabao Cup (cúp Liên đoàn Anh) sau khi hòa Chelsea 0–0 trong 120 phút sau đó vào loạt luân lưu thắng Chelsea tỷ số 11–10.

### Manchester City
Manchester City đã giành được cúp Ngoại hạng Anh sau khi ngược dòng đánh bại Aston Villa 3–2 khi họ ghi 3 bàn chỉ trong 5 phút để vô địch.
Đây là trận tái đấu kể từ trận năm 2019 khi Manchester City đánh bại Liverpool trên chấm luân lưu.

## Trận đấu

### Diễn biến

#### Tóm tắt
Phút thứ 21, từ cánh phải, Mohamed Salah chuyền cho Trent Alexander-Arnold thực hiện cú cứa lòng từ xa từ cánh phải để Arnold đã mở tỷ số bằng một cú cứa lòng từ rìa vòng cấm, Nathan Aké đã cố gắng đánh đầu cản phá nhưng không được, bóng đi hơi liệng, chạm vào mép trong cột dọc và đi vào lưới. Khi hiệp hai còn khoảng 20 phút, Manchester City gỡ hòa từ bàn thắng của Julián Álvarez, anh đưa bóng vào lưới từ cự ly gần sau khi thủ môn Adrián của Liverpool cản phá được cú sút của Phil Foden. Bàn thắng được công nhận sau một thời gian dài kiểm tra VAR. Phút 83, Liverpool được hưởng quả phạt đền sau khi Rúben Dias đã mắc lỗi chạm tay khi cản phá cú đánh đầu của Darwin Núñez. Salah thực hiện quả phạt đền và đã thành công bằng một cú sút chìm vào góc phải khung thành. Ở phút bù giờ thứ tư, Núñez đã nâng tỷ số lên 3–1 khi anh cúi thấp người để đánh đầu đưa bóng vào lưới sau khi Andrew Robertson đánh đầu chuyền bóng cho anh từ cánh trái sau đường chuyền từ cánh phải của Salah.

#### Chi tiết
| Liverpool                                        | 3–1      | Manchester City |
| ------------------------------------------------ | -------- | --------------- |
| - Alexander-Arnold 21' - Salah 83' - Núñez 90+4' | Chi tiết | - Álvarez 71'   |

| Liverpool | Manchester City |

| GK               | 13 | Adrián                 |       |       |
| RB               | 66 | Trent Alexander-Arnold |       | 74'   |
| CB               | 32 | Joël Matip             |       |       |
| CB               | 4  | Virgil van Dijk        |       |       |
| LB               | 26 | Andrew Robertson       |       |       |
| CM               | 14 | Jordan Henderson (c)   |       | 74'   |
| CDM              | 3  | Fabinho                |       |       |
| CM               | 6  | Thiago                 |       | 85'   |
| RW               | 11 | Mohamed Salah          |       | 90+5' |
| ST               | 9  | Roberto Firmino        |       | 59'   |
| LW               | 23 | Luis Díaz              |       | 90'   |
| Danh sách dự bị: |    |                        |       |       |
| GK               | 95 | Harvey Davies          |       |       |
| DF               | 2  | Joe Gomez              |       |       |
| DF               | 5  | Ibrahima Konaté        |       |       |
| MF               | 7  | James Milner           |       | 74'   |
| MF               | 8  | Naby Keïta             |       | 85'   |
| MF               | 17 | Curtis Jones           |       | 90+5' |
| MF               | 19 | Harvey Elliott         |       | 74'   |
| FW               | 27 | Darwin Núñez           | 90+5' | 59'   |
| FW               | 28 | Fábio Carvalho         |       | 90'   |
| Huấn luyện viên: |    |                        |       |       |
| Jürgen Klopp     |    |                        |       |       |

| GK               | 31 | Ederson Moraes      |     |     |
| RB               | 2  | Kyle Walker         |     |     |
| CB               | 3  | Rúben Dias (c)      | 81' |     |
| CB               | 6  | Nathan Aké          |     |     |
| LB               | 7  | João Cancelo        |     |     |
| CM               | 17 | Kevin De Bruyne     |     | 73' |
| CDM              | 16 | Rodri               |     |     |
| CM               | 20 | Bernardo Silva      |     |     |
| RW               | 26 | Riyad Mahrez        |     | 58' |
| ST               | 9  | Erling Haaland      |     |     |
| LW               | 10 | Jack Grealish       |     | 58' |
| Danh sách dự bị: |    |                     |     |     |
| GK               | 18 | Stefan Ortega       |     |     |
| DF               | 5  | John Stones         |     |     |
| DF               | 79 | Luke Mbete          |     |     |
| DF               | 97 | Josh Wilson-Esbrand |     |     |
| MF               | 4  | Kalvin Phillips     |     |     |
| MF               | 8  | İlkay Gündoğan      |     | 73' |
| MF               | 47 | Phil Foden          |     | 58' |
| MF               | 80 | Cole Palmer         |     |     |
| FW               | 19 | Julián Álvarez      |     | 58' |
| Huấn luyện viên: |    |                     |     |     |
| Pep Guardiola    |    |                     |     |     |

| Cầu thủ xuất sắc nhất trận đấu (Man of the Match - MOTM): Darwin Núñez (Liverpool) Trợ lý trọng tài: Harry Lennard (Sussex) Nick Hopton (Derbyshire) Trọng tài thứ tư: Darren England (Sheffield & Hallamshire) Trợ lý trọng tài dự phòng: Tim Wood (Gloucestershire) Trợ lý trọng tài video: John Brooks (Leicestershire) Lee Betts (Norfolk) | Luật lệ trận đấu - 90 phút thi đấu chính thức - Loạt luân lưu được sử dụng nếu hai đội hòa nhau - 9 cầu thủ dự bị, trong đó có 6 cầu thủ có thể được thay vào. |

Liverpool giành chức vô địch thứ 16 khi đánh bại Manchester City với tỉ số 3–1.